# Veli Kavlak
Veli Kavlak (Vienna, 3 novembre 1988) è un allenatore di calcio ed ex calciatore austriaco di origine turca, di ruolo centrocampista, tecnico della formazione Under-19 del Beşiktaş.

## Palmarès

### Club

#### Competizioni nazionali
- Campionato austriaco: 2

Rapid Vienna: 2004-2005, 2007-2008
- Campionato turco: 2

Beşiktaş: 2015-2016, 2016-2017